# هشام الحمدوشي
هشام الحمدوشي (بالفرنسية: Hicham Hamdouchi)، من مواليد مدينة طنجة ، لاعب شطرنج مغربي (مصنف في القائمة الفرنسية للاعبي الشطرنج منذ أبريل 2009)
- أستاذ دولي كبير منذ عام 1994.
- فائز ببطولة الشطرنج في المغرب 11 مرة ، أولها في سنة 1988 في سن الخامسة عشر و أخرها كانت في 2004 .
- فائز ببطولة إفريقيا للشطرنج مرتين :2001-2002 .
- فائز بالبطولة العربية للشطرنج أربع مرات (1988-1993-1995-2004) .
- شارك في بطولتين للعالم: لاس فيغاس (1999) وطرابلس (2004)

## روابط خارجية
- هشام الحمدوشي على موقع الاتحاد الدولي للشطرنج (الإنجليزية)
- هشام الحمدوشي على موقع مباريات الشطرنج (الإنجليزية)
- هشام الحمدوشي على موقع 365Chess.com (الإنجليزية)
- هشام الحمدوشي على موقع Chesstempo.com (الإنجليزية)
- هشام الحمدوشي سجل أولمبياد الشطرنج على موقع OlimpBase.org (الإنجليزية)